# 哈德斯菲尔德诱拐帮派
哈德斯菲尔德诱拐帮派（英語：Huddersfield grooming gang）是一群在英国西约克郡哈德斯菲爾德市对女孩实施性侵犯的男子。这是英国有史以来最大的性侵团伙。这些罪行发生在2004年到2011年之间，这些人在2017年4月被起诉，并在2018年的三次独立审判中被定罪。
在其中一次审判中，英国防卫联盟的创始人汤米·罗宾逊拍摄了被告的视频。汤米·罗宾逊于2018年5月因藐视法庭被判13个月监禁，后来被推翻，后在2019年7月的重审中被判9个月监禁。

2019年6月发布的一份报告显示，参与调查的22名女性中，有15人知道儿童服务机构。尽管有“充分的证据”表明有两名女孩遭到性剥削，其中一名早在2007年就遭到了性剥削，但柯克利斯儿童服务中心没有采取任何行动。

## 审判
27名男子被控性犯罪，包括强奸和贩卖18名年龄在11岁至17岁之间的女孩，另有两名女子被控忽视儿童。
但是，極右翼人士對報導的限制提出了批評，極右翼人士指稱這是掩蓋，因為其肇事者是“亞洲人”和“穆斯林”，並且相當於“國家審查制度”。
2018年10月，20名男子被判强奸和虐待15名女孩。这些男子被判超过120项针对15名女孩的罪行，共计221年监禁。这20名男子全部来自亚洲，主要是巴基斯坦裔。15名女性向陪审团讲述了2004年至2011年间她们11岁至17岁之间的经历。至少两名年轻女孩怀孕，其中一人试图自杀。帮派有时使用塑料袋作为避孕套，将女孩带到偏僻的地方进行虐待。2018年10月，对这些审判的报道限制部分取消。其中16人于2018年10月被判刑，其余4人于2018年11月被判刑。
被定罪的团伙成员之一费萨尔·纳迪姆（Faisal Nadeem）对判决提出上诉，称汤米·罗宾逊的直播视频对审判造成了偏见，但上诉法院的法官拒绝了他的上诉请求。
到2020年2月，已經進行了六次單獨審判，共有34名男子被定罪。

## 評論
在取消舉報限制之後，保守黨內政大臣薩吉德·賈維德發表了一條推文：“這些病態的亞洲戀童癖者終於面臨正義。我要讚揚受害者的英勇。他們為時已久，卻被人們忽略了。注意。將沒有禁止進入的區域。” 工黨資深政客黛安娜·艾勃特，薩迪克·汗（Sadiq Khan）和大衛·拉米強烈譴責他提到罪犯的民族背景，他們聲稱他正在尋求“將責任歸咎於一個團體”並在其中游盪到極右翼的有毒種族主義議程。
在後來接受《天空新聞》採訪時，賈維德指責他的批評家“過於敏感”，並拒絕道歉或撤回他的評論，他說：“當我發表評論時，我是在陳述事實，可悲的事實是，如果你看一下最近對基於幫派的兒童性剝削的高調信念是，大多數人來自巴基斯坦背景，這是所有人都能看到的事實。”
到2020年12月，內政部的一份報告得出結論認為，大多數兒童性剝削（CSE；在此泛指所有受害者為兒童的犯罪，不論輕重也不限於此案這種有計畫的幫派行動）的犯罪者仍是白人，不可能都為亞裔男子從事此類犯罪的結論。